# Sport Club Municipal Universitatea Craiova (pallavolo maschile)
Lo Sport Club Municipal Universitatea Craiova  è una società pallavolistica maschile rumena con sede a Craiova: milita nel campionato di Divizia A1.

## Storia
La formazione di pallavolo maschile nasce all'interno della pollisportiva Sport Club Municipal Craiova. Complice il dominio di squadre come il Remat Zalău e il Tomis Constanța, in campo nazionale conquista solo buoni piazzamenti dietro a queste formazioni. Il miglior risultato è il 2º posto in campionato al termine della stagione 2012-13, mentre l'anno successivo si è piazzata al 4º posto.
Questi piazzamenti le hanno permesso di qualificarsi per la prima volta ad una competizione continentale, entrambe le volte la Coppa CEV. Nell'edizione 2013-14 venne eliminata agli ottavi di finale dai francesi dell'Arago de Sète Volley-Ball, mentre nell'edizione 2014-15 ad eliminarli furono ai quarti di finale gli italiani della Trentino Volley.
Nella stagione 2015-16 si aggiudica il suo primo trofeo, ossia la vittoria dello scudetto, mentre nella stagione 2022-23 conquista per la prima volta la Coppa di Romania.

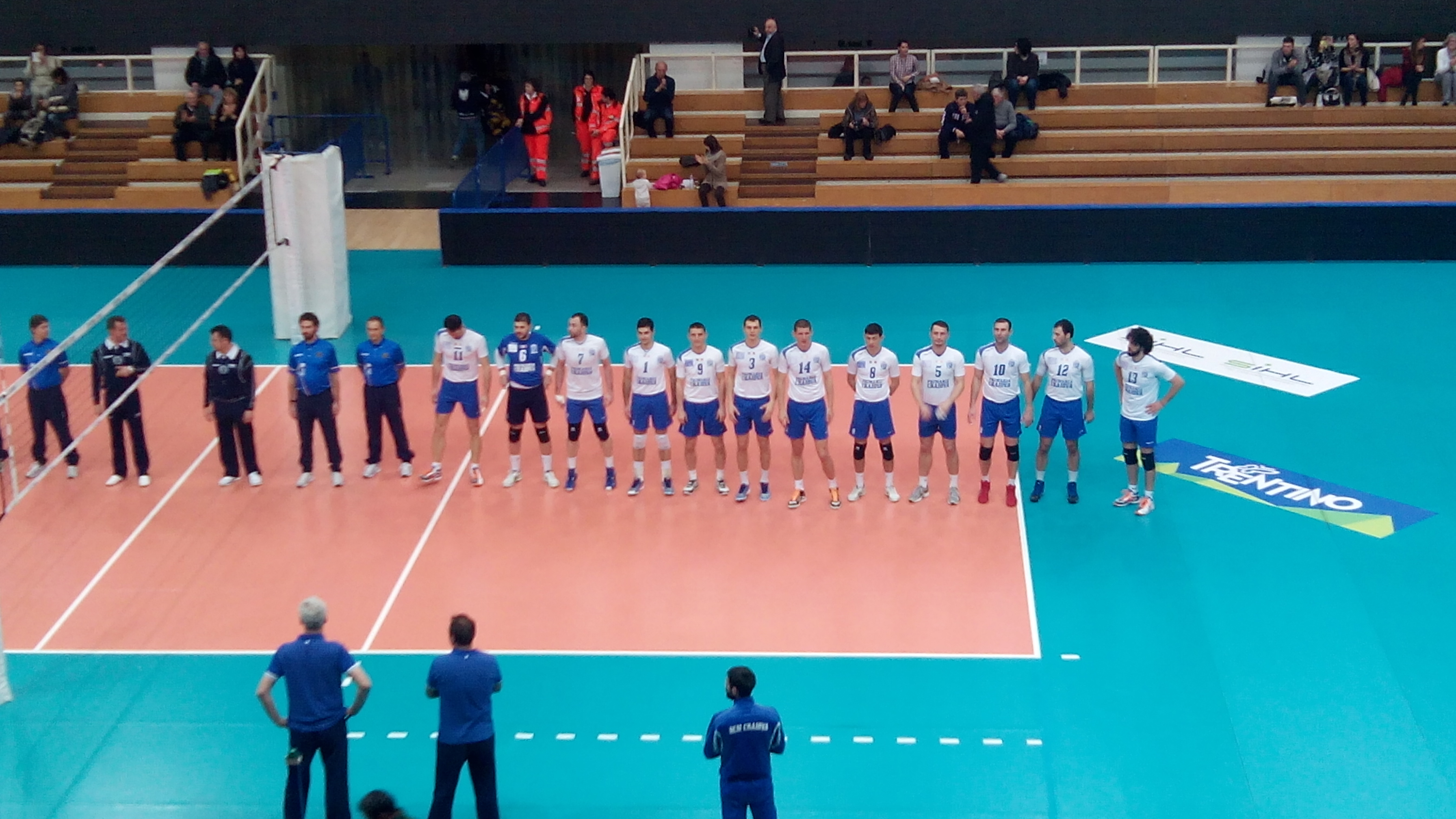
Squadra a Trento nel 2015 per la Coppa CEV

## Palmarès
- Campionato rumeno: 1

2015-16
- Coppa di Romania: 1

2022-23